# Campeonato Paraense de Futebol de 2008
O Campeonato Paraense de Futebol de 2008 foi a nonagésima sexta edição do torneio da principal divisão do futebol paraense.

## Fórmula de disputa
Assim como nas últimas edições, os participantes jogam em fase classificatória. No primeiro turno (Taça Cidade de Belém), os clubes jogarão em confrontos diretos, somente em sistema de "ida", classificando-se para as semifinais os quatro primeiros colocados. Na semifinal, os jogos dar-se-ão por "cruzamento olímpico", obedecendo ao índice técnico, somente em sistema de "ida", com os times de melhor campanha na fase de classificação jogando pelo empate, indicando os finalistas do turno. Os vencedores se enfrentam na final do turno em dois jogos no sistema de "ida e volta", com o time de melhor campanha jogando por dois resultados iguais, o vencedor do confronto é declarado o campeão da Taça Cidade de Belém de 2008.
No segundo turno (Taça Estado do Pará), os clubes jogarão em confrontos diretos, somente em sistema de "volta",classificando-se para as semifinais os quatro primeiros colocados. Na semifinal, os jogos dar-se-ão por "cruzamento olímpico", obedecendo ao índice técnico, somente em sistema de "volta", com os times de melhor campanha na fase de classificação jogando pelo empate, indicando os finalistas do turno. Os vencedores se enfrentam na final do turno em dois jogos no sistema de "ida e volta", com o time de melhor campanha jogando por dois resultados iguais o vencedor do confronto é declarado o campeão da Taça Estado do Pará de 2008.
Os times vencedores de cada fase disputam entre si dois jogos finais, que estabelecem o campeão paraense de 2008. Caso o mesmo time ganhe as duas fases, este será declarado campeão automaticamente.

### Critérios de desempate
O desempate entre duas ou mais equipes seguirá a ordem definida abaixo:
1. Número de vitórias
2. Saldo de gols
3. Gols marcados
4. Confronto direto
5. Sorteio

## Primeira fase (preliminar)
A primeira fase do Campeonato Paraense de 2008 foi composta por 9 times, que disputavam 5 vagas para a segunda fase (fase principal) em formato de turno único, porém nesta edição com 1 vaga extra para a fase principal (totalizando 6 vagas) devido a desistência do Abaeté que já estava garantido na fase principal, além de apenas 1 rebaixado para a 2ª divisão pois o mesmo Abaeté já está automaticamente rebaixado. 

### Classificação final
| Campeonato Paraense | Campeonato Paraense | Campeonato Paraense | Campeonato Paraense | Campeonato Paraense | Campeonato Paraense | Campeonato Paraense | Campeonato Paraense | Campeonato Paraense | Campeonato Paraense | Campeonato Paraense | Campeonato Paraense | Campeonato Paraense |
| Times | Times               | Pts                 | J                   | V                   | E                   | D                   | GP                  | GC                  | SG                  |                     |                     |                     |
| --- | ------------------- | ------------------- | ------------------- | ------------------- | ------------------- | ------------------- | ------------------- | ------------------- | ------------------- | ------------------- | ------------------- | ------------------- |
| 1 | Vila Rica           | 20                  | 8                   | 6                   | 2                   | 0                   | 17                  | 6                   | 11                  |                     |                     |                     |
| 2 | Águia de Marabá     | 15                  | 8                   | 4                   | 3                   | 1                   | 13                  | 6                   | 7                   |                     |                     |                     |
| 3 | São Raimundo        | 13                  | 8                   | 4                   | 1                   | 3                   | 19                  | 17                  | 2                   |                     |                     |                     |
| 4 | Castanhal           | 14                  | 8                   | 4                   | 2                   | 2                   | 13                  | 9                   | 4                   |                     |                     |                     |
| 5 | Tiradentes-PA       | 12                  | 8                   | 3                   | 3                   | 2                   | 11                  | 9                   | 2                   |                     |                     |                     |
| 6 | Pedreira            | 11                  | 8                   | 3                   | 2                   | 3                   | 12                  | 12                  | 0                   |                     |                     |                     |
| 7 | Pinheirense         | 6                   | 8                   | 1                   | 3                   | 4                   | 7                   | 16                  | -9                  |                     |                     |                     |
| 8 | Bragantino-PA       | 5                   | 8                   | 1                   | 2                   | 5                   | 7                   | 13                  | -6                  |                     |                     |                     |
| 9 | Vênus               | 3                   | 8                   | 1                   | 0                   | 7                   | 10                  | 21                  | -11                 |                     |                     |                     |
| Pts – Pontos ganhos; J – Jogos; V - Vitórias; E - Empates; D - Derrotas; GP – Gols pró; GC – Gols contra; SG – Saldo de gols |                     |                     |                     |                     |                     |                     |                     |                     |                     |                     |                     |                     |

|  |                              |
|  | Classificados à Segunda Fase |
|  | Rebaixados à Segunda Divisão |

| Taça ACLEP de 2008            |
| Cametá                        |
| ----------------------------- |
| Vila Rica Campeão (1º título) |

### Equipes Participantes
| Equipe          | Cidade     | Em 2007                                  | Estádio            | Capacidade | Títulos (mais recente) | Part. |
| --------------- | ---------- | ---------------------------------------- | ------------------ | ---------- | ---------------------- | ----- |
| Águia de Marabá | Marabá     | 6º (Fase Principal)                      | Zinho de Oliveira  | 5.000      | 0 (não possui)         | 9     |
| Ananindeua      | Ananindeua | 3º (Fase Principal)                      | Souza              | 5.000      | 0 (não possui)         | 9     |
| Castanhal       | Castanhal  | 7º (Fase Principal)                      | Modelão            | 7.500      | 0 (não possui)         | 13    |
| Paysandu        | Belém      | 4º (Fase Principal)                      | Curuzu             | 16.200     | 42 (2006)              | 92    |
| Pedreira        | Belém      | 10º (Fase Principal)                     | Baenão             | 12.000     | 0 (não possui)         | 7     |
| Remo            | Belém      | 1º (Fase Principal)                      | Baenão             | 12.000     | 41 (2007)              | 92    |
| São Raimundo-PA | Santarém   | 8º (Primeira Fase)                       | Colosso do Tapajós | 16.000     | 0 (não possui)         | 9     |
| Tiradentes-PA   | Belém      | 7º (Primeira Fase)                       | Souza              | 5.000      | 0 (não possui)         | 28    |
| Tuna Luso       | Belém      | 2º (Fase Principal)                      | Souza              | 5.000      | 10 (1988)              | 72    |
| Vila Rica       | Cametá     | 10º (Primeira Fase) 1º (Segunda Divisão) | Parque do Bacurau  | 5.000      | 0 (não possui)         | 2     |

#### Equipes desistentes
| Equipe | Cidade     | Em 2007             | Estádio          | Capacidade | Títulos (mais recente) | Part. |
| ------ | ---------- | ------------------- | ---------------- | ---------- | ---------------------- | ----- |
| Abaeté | Abaetetuba | 5º (Fase Principal) | Humberto Parente | 3.100      | 0 (não possui)         | 3     |

- Abaeté foi punido com o rebaixamento para a segunda divisão.

## Taça Cidade de Belém

### Classificação
| Campeonato Paraense | Campeonato Paraense | Campeonato Paraense | Campeonato Paraense | Campeonato Paraense | Campeonato Paraense | Campeonato Paraense | Campeonato Paraense | Campeonato Paraense | Campeonato Paraense | Campeonato Paraense | Campeonato Paraense | Campeonato Paraense |
| Times | Times               | Pts                 | J                   | V                   | E                   | D                   | GP                  | GC                  | SG                  |                     |                     |                     |
| --- | ------------------- | ------------------- | ------------------- | ------------------- | ------------------- | ------------------- | ------------------- | ------------------- | ------------------- | ------------------- | ------------------- | ------------------- |
| 1 | Paysandu            | 21                  | 9                   | 7                   | 0                   | 2                   | 19                  | 7                   | 12                  |                     |                     |                     |
| 2 | Ananindeua          | 18                  | 9                   | 6                   | 0                   | 3                   | 14                  | 8                   | 6                   |                     |                     |                     |
| 3 | Castanhal           | 18                  | 9                   | 5                   | 3                   | 1                   | 14                  | 9                   | 5                   |                     |                     |                     |
| 4 | Águia de Marabá     | 16                  | 9                   | 5                   | 1                   | 3                   | 16                  | 7                   | 9                   |                     |                     |                     |
| 5 | Vila Rica           | 16                  | 9                   | 5                   | 1                   | 3                   | 17                  | 11                  | 6                   |                     |                     |                     |
| 6 | Tiradentes-PA       | 14                  | 9                   | 4                   | 2                   | 3                   | 12                  | 13                  | -1                  |                     |                     |                     |
| 7 | Remo                | 11                  | 9                   | 3                   | 2                   | 4                   | 6                   | 6                   | 0                   |                     |                     |                     |
| 8 | Tuna Luso           | 8                   | 9                   | 2                   | 2                   | 5                   | 8                   | 15                  | -7                  |                     |                     |                     |
| 9 | Pedreira            | 7                   | 9                   | 2                   | 1                   | 6                   | 9                   | 23                  | -14                 |                     |                     |                     |
| 10 | São Raimundo-PA     | 0                   | 9                   | 0                   | 0                   | 9                   | 9                   | 25                  | -16                 |                     |                     |                     |
| Pts – Pontos ganhos; J – Jogos; V - Vitórias; E - Empates; D - Derrotas; GP – Gols pró; GC – Gols contra; SG – Saldo de gols |                     |                     |                     |                     |                     |                     |                     |                     |                     |                     |                     |                     |

|  |                             |
|  | Classificados às Semifinais |

### Semifinais
| 29 de março | Ananindeua | 1 – 1 | Castanhal | Curuzu, Belém |
| 16:00       |            |       |           |               |

| 30 de março | Paysandu | 1 – 2 | Águia de Marabá | Estádio Mangueirão, Belém |
| 16:00       |          |       |                 |                           |

### Final do 1º turno
| 6 de abril | Águia de Marabá             | 2 – 2 | Ananindeua                 | Estádio Mangueirão, Belém |
| 16:00      | Adriano 43' · Marclésio 76' |       | 40' Jerailton · 49' Soares | Público: 14,298           |

### Premiação
| Taça Cidade de Belém 2008           |
| ----------------------------------- |
|                                     |
| Águia de Marabá Campeão (1º título) |

## Taça Estado do Pará

### Classificação
| Campeonato Paraense | Campeonato Paraense | Campeonato Paraense | Campeonato Paraense | Campeonato Paraense | Campeonato Paraense | Campeonato Paraense | Campeonato Paraense | Campeonato Paraense | Campeonato Paraense | Campeonato Paraense | Campeonato Paraense | Campeonato Paraense |
| Times | Times               | Pts                 | J                   | V                   | E                   | D                   | GP                  | GC                  | SG                  |                     |                     |                     |
| --- | ------------------- | ------------------- | ------------------- | ------------------- | ------------------- | ------------------- | ------------------- | ------------------- | ------------------- | ------------------- | ------------------- | ------------------- |
| 1 | Remo                | 22                  | 9                   | 7                   | 1                   | 1                   | 22                  | 9                   | 13                  |                     |                     |                     |
| 2 | Paysandu            | 19                  | 9                   | 6                   | 1                   | 2                   | 24                  | 14                  | 10                  |                     |                     |                     |
| 3 | Ananindeua          | 17                  | 9                   | 5                   | 2                   | 2                   | 17                  | 11                  | 6                   |                     |                     |                     |
| 4 | São Raimundo-PA     | 17                  | 9                   | 5                   | 2                   | 2                   | 17                  | 12                  | 5                   |                     |                     |                     |
| 5 | Castanhal           | 15                  | 9                   | 4                   | 3                   | 2                   | 22                  | 19                  | 3                   |                     |                     |                     |
| 6 | Vila Rica           | 10                  | 9                   | 3                   | 1                   | 5                   | 12                  | 17                  | -5                  |                     |                     |                     |
| 7 | Tiradentes-PA       | 9                   | 9                   | 2                   | 3                   | 4                   | 14                  | 14                  | 0                   |                     |                     |                     |
| 8 | Tuna Luso           | 8                   | 9                   | 2                   | 2                   | 5                   | 11                  | 21                  | -10                 |                     |                     |                     |
| 9 | Águia de Marabá     | 7                   | 9                   | 2                   | 1                   | 6                   | 11                  | 14                  | -3                  |                     |                     |                     |
| 10 | Pedreira            | 3                   | 9                   | 1                   | 0                   | 8                   | 10                  | 29                  | -19                 |                     |                     |                     |
| Pts – Pontos ganhos; J – Jogos; V - Vitórias; E - Empates; D - Derrotas; GP – Gols pró; GC – Gols contra; SG – Saldo de gols |                     |                     |                     |                     |                     |                     |                     |                     |                     |                     |                     |                     |

|  |                             |
|  | Classificados às Semifinais |

### Semifinais
| 12 de junho | Remo | 1 – 1 | São Raimundo-PA | Estádio Mangueirão, Belém |
| 20:30       |      |       |                 |                           |

| 14 de junho | Paysandu                            | 2 – 2 | Ananindeua        | Estádio Mangueirão, Belém |
| 16:00       | Samuel Lopes 86' · Zé Augusto 90+1' |       | 14' 31' Joãozinho |                           |

### Final do 2º turno
| 22 de junho | Remo                                 | 3 – 2 | Paysandu                          | Estádio Mangueirão, Belém |
| 16:00       | Lenilson 24' 53' · Léo Guerreiro 71' |       | 22' Samuel Lopes · 79' Zé Augusto | Público: 25,409           |

### Premiação
| Taça Estado do Pará 2008   |
| -------------------------- |
|                            |
| Remo Bicampeão (3º título) |

## Final do campeonato
Primeiro jogo
| 26 de maio | Águia de Marabá | 1 – 1 | Remo       | Estádio Mangueirão, Belém        |
| 20:30      | Marclésio 51'   |       | 22' Marlon | Árbitro: Cléber Wellington Abade |

Segundo jogo
| 29 de maio | Remo                            | 2 – 1 | Águia de Marabá | Estádio Mangueirão, Belém                 |
| 16:00      | Léo Guerreiro 25' · Ratinho 55' |       | 90' Marclésio   | Público: 30,221 Árbitro: Rodrigo Bragueto |

### Premiação
| Campeonato Paraense de 2008          |
| Belém                                |
| ------------------------------------ |
| CLUBE DO REMO Bicampeão (42º título) |